# Caroline Lamb
Caroline Lamb, född Ponsonby den 13 november 1785, död den 26 januari 1828, var en engelsk författare, dotter till earlen av Bessborough.
Hon gifte sig 1805 med William Lamb, sedermera Lord Melbourne. Lambs egentliga ryktbarhet härrör från hennes förhållande till Lord Byron. Då hon efter dennes återkomst från Orienten 1811 först gjorde hans bekantskap, antecknade hon i sin dagbok, att han var galen, elak och farlig ("mad, bad and dangerous to know") men kort därefter inledde hon ett förhållande med honom och gjorde sig inget besvär att dölja det. Hennes svärmor, Lady Melbourne, ville isolera honom från sonhustrun och gynnade därför Byrons bekantskap med en släkting, Anne Isabella Milbanke, som verkligen också senare till bådas olycka blev Byrons maka. Då Byron på hösten 1812 bröt med Caroline Lamb, betedde denna sig som vansinnig, gjorde låtsade självmordsförsök med pennkniv och glasskärvor samt visade andra drag av excentricitet.  Hon hämnades sedan på Byron dels genom att ta ledningen i den hemska ryktesspridningen om hans förhållande till sin halvsyster, dels genom att efter hans skilsmässa utge romanen Glenarvon, där hon skildrar Byron i de bjärtaste färger och bland annat publicerar ett par något förändrade brev, som han skulle ha skrivit till henne. Byron skrev till Thomas Moore om denna roman, att den skulle blivit mer underhållande och romantisk, om författaren skildrat hela sanningen, men porträttlikheten kunde i allt fall inte vara stor, då han inte "suttit tillräckligt länge för henne". Hon utgav senare ett par andra, mera konstnärligt behärskade romaner, Graham Hamilton och Ada Reis. Hennes excentricitet utmynnade till slut i vansinne, enligt vad några påstår framkallat av hennes sinnesrörelse, då Byrons likkista fördes förbi hennes trädgård till Newstead Abbey.